# Мариуш Влязли
Ма̀риуш Лу̀каш Вля̀зли (на полски: Mariusz Łukasz Wlazły, роден на 4 август 1983 г. във Велюн) е полски волейболист, национален състезател от 2005 г. Играе на постовете диагонал и посрещач. Настоящият му клубен отбор е СКРА Белхатов.